# 宋元以來俗字譜
《宋元以來俗字譜》是中華民國中央研究院歷史語言研究所於1930年出版的一部异体字字典，由劉復、李家瑞主編。
本書將《古列女傳》、《大唐三藏取經詩話》、《京本通俗小說》、《古今雜劇三十種》、《全相三國志平話》、《朝野新声太平樂府》、《嬌紅記》、《薛仁貴跨海征東白袍記》、《岳飛破虜東窗記》、《目連記彈詞》、《金瓶梅奇書前後部》、《嶺南逸史》共12作品的刊本中使用的異體字集合成了一覽表，是對字體研究重要的資料之一。
本書收載的漢字中有不少與今日的中文简化字、日本新字体一致，從中可窺見俗字的来歷。